# 权力与繁荣
权力与繁荣是美国经济学家和社会学家曼瑟尔·奥尔森创作的一本经济学著作，书中奥尔森区分了不同类型政府中所产生的经济效应，特别是对无政府、独裁政府，以及民主政府做了详细分析。